# 沃托尔特
沃托尔特（法語：Vautorte，法語發音：[votɔʁt]）是法国马耶讷省的一个市镇，属于马耶讷区。

## 地理
沃托尔特（48°18'1"N, 0°49'58"W）面积23.64 平方千米，位于法国卢瓦尔河地区大区马耶讷省，该省份为法国西北部内陆省份，北起芒什省和奧恩省，西接伊勒-维莱讷省，南至曼恩-卢瓦尔省，东临萨尔特省。
与沃托尔特接壤的市镇（或旧市镇、城区）包括：科尔蒙河畔沙蒂永、蒙特奈、普拉塞、圣但尼德加斯蒂讷。

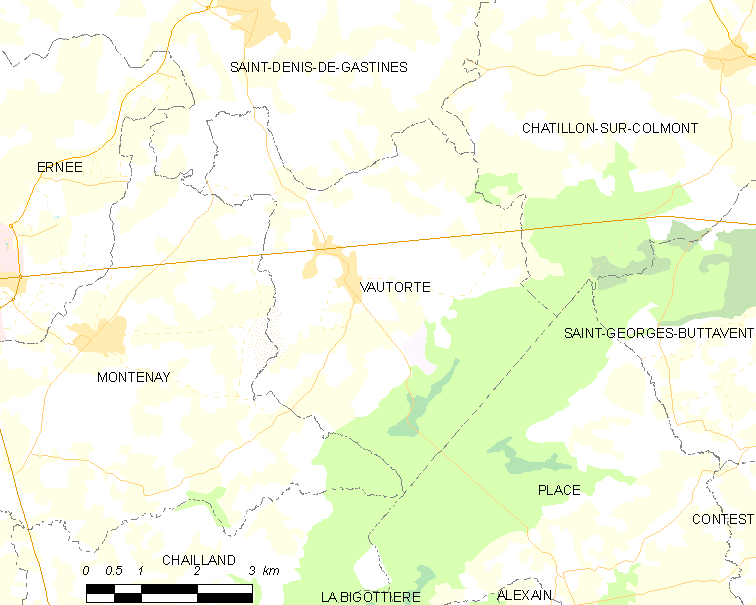
沃托尔特的OSM定位图

沃托尔特的时区为UTC+01:00、UTC+02:00（夏令时）。

## 行政
沃托尔特的邮政编码为53500，INSEE市镇编码为53269。

## 政治
沃托尔特所属的省级选区为埃尔内县。

## 人口

1962-2008年间沃托尔特人口变化图示

沃托尔特于2022年1月1日时的人口数量为612人。